# Audeux
Audeux – miejscowość i gmina we Francji, w regionie Burgundia-Franche-Comté, w departamencie Doubs.
Według danych na rok 1990 gminę zamieszkiwało 320 osób, a gęstość zaludnienia wynosiła 183 osoby/km² (wśród 1786 gmin Franche-Comté Audeux plasuje się na 438. miejscu pod względem liczby ludności, natomiast pod względem powierzchni na miejscu 1037.).